# Ulica Stefana Okrzei w Zamościu
Ulica Stefana Okrzei – zamojska ulica jednojezdniowa, która jest jedną z dróg prowadzących do Obwodnicy Zachodniej.

## Historia
Ulica powstała jeszcze w XVIII wieku jako droga dojazdowa do wsi Chyża.

### Nazwa
Początkowo znana jako ul. Więzienna, jednakże na początku lat 20. XX wieku została nadana obecna nazwa.

## Obecnie
Ulica Okrzei pozwala kierowcom z ul. J. Piłsudskiego dostać się do Obwodnicy Zachodniej i służy do obsługiwania otaczających ją osiedli mieszkaniowych (osiedle Orzeszkowej i osiedle Wiejska). Przy ulicy znajdują się takie obiekty jak: zakład karny, siedziba spółki Multimedia Zamość, hotel Alex, budynek dydaktyczny Branżowej Szkoły Rzemiosł Różnych I stopnia, a w pobliżu Szkoła podstawowa nr 3. Przy skrzyżowaniu ul. S. Okrzei i ul. J. Piłsudskiego znajduje się mały plac (naprzeciw zamojskich koszar), na którym stoi pomnik Pamięci Ofiar Faszyzmu „Anioł Śmierci” – w miejscu tym, w kierunku obecnego zakładu karnego, w czasie II wojny światowej Niemcy utworzyli obóz początkowo przeznaczony dla jeńców radzieckich, później zmieniony w obóz przesiedleńczy dla ludności wysiedlanej z Zamojszczyzny.

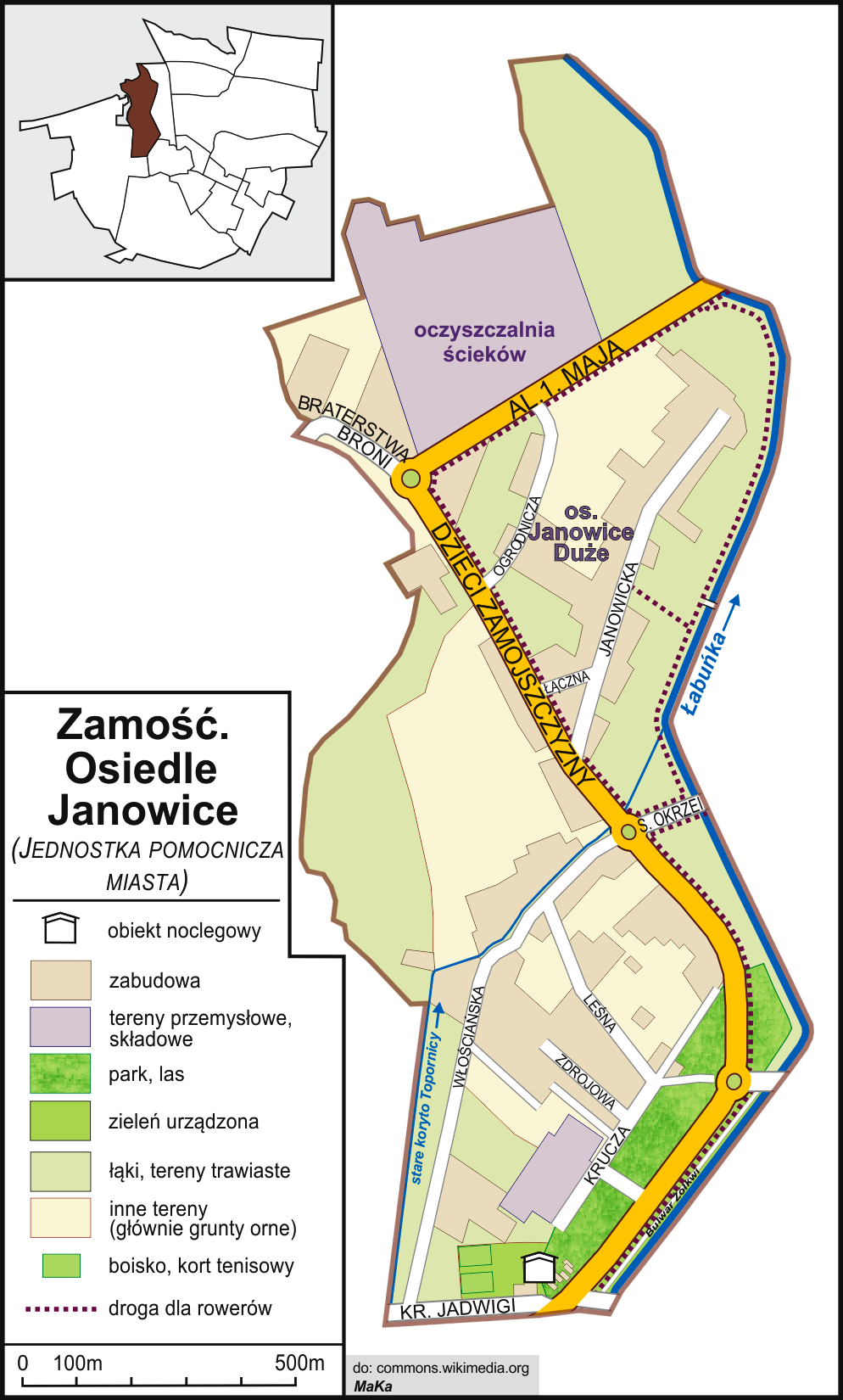
Ulica na planie osiedla Janowice
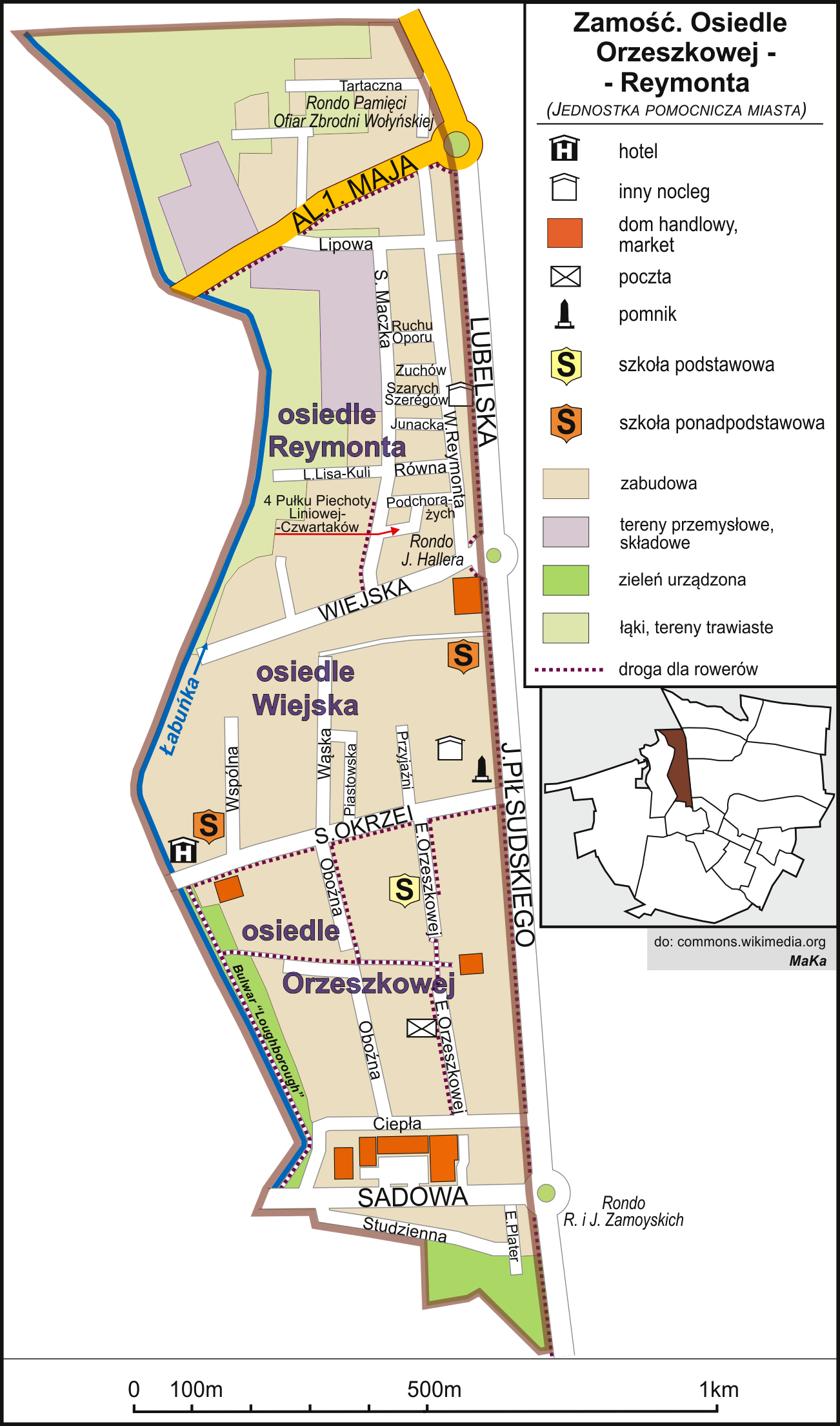
Ulica na planie osiedla Orzeszkowej-Reymonta